# Grups d'Esplai de Mallorca
Grups d'Esplai de Mallorca (GDEM) és una federació de grups sense ànim de lucre, annexionada al Bisbat de Mallorca, que treballa en l'educació lúdica en el temps lliure dels infants i joves de Mallorca d'una manera creativa, lúdica i centrada en les persones. Va ser creada el 1978 a Palma per un grup de monitors de campaments i colònies d'estiu de Mallorca. Té com a finalitat l'educació integral dels joves en el temps lliure, mitjançant una pedagogia activa a través de tallers, jocs, vetllades, campaments i colònies d'estiu. Aquesta feina la desenvolupen els anomenats grups d'esplai, constituïts per més de 1000 voluntaris que treballen amb més de 5300 nins i joves de tota l'illa.
L'associació fou fundada el dia 8 de gener de 1978 quan es reuniren a la Casa de l'Església 8 persones per firmar l'Acta de Constitució del GDEM (grups d'esplai de Mallorca), i aprovar els seus estatuts. Fins al 1982, va dependre de Càritas Diocesana i, posteriorment, del Bisbat de Mallorca, i actualment és una secció de la Fundació Esplai de les Illes. El 2003 va rebre el Premi Ramon Llull per part del Govern de les Illes Balears.
Els presidents de l'entitat han estat Miquel Mas Servera (1978-1980), Bernat Vicens Vich (1980-1983), Jaume Alemany Pascual (1983-1987), Joan Cerdà Martorell (1987-1990), Maria Mercè Puig Viñeta (1990-?), Guillem Cladera Coll, Silvia Criado Lopez i Ricardo Cote Perelló.
Des del passat 2 de juny de 2013, el Consell Permanent de GDEM està format per:
Margalida Barceló, de Crist Rei. PRESIDENTA.
Pau Coya, de Crist Rei. VICEPRESIDENT.
Mailén Martino, de l'Encarnació. TRESORERA.
Ana Fernández, del Dimoniet. SECRETÀRIA.
Ana Castell, d'es Turó. VOCAL.
Sergi Selles, de sa Calatrava. VOCAL.
Antonia Peralta, d'es Dimoniet. VOCAL.

## Membres
Formen part de l'associació:
- Grup d'Esplai L'Encarnació
- Grup d'Esplai Son Oliva
- Grup d'Esplai Es Turó
- Grup d'Esplai El Cercle
- Grup d'Esplai Crist Rei
- Grup d'Esplai Jovent
- Grup d'Esplai Terranostra
- Grup d'Esplai S'Estornell
- Grup d'Esplai Sa Vileta
- Grup d'Esplai Es Burot
- Grup d'Esplai Es Jardí Màgic
- Grup d'Esplai Lloseta
- Grup d'Esplai Bulla
- Grup d'Esplai S'Esquella
- Grup d'Esplai Els Amics
- Grup d'Esplai Es Rebrot
- Grup d'Esplai Sa Calatrava
- Grup d'Esplai Es Tió
- Grup Infantil i Juvenil Nàufraga
- Grup d'Esplai Es Voltor
- Grup d'Esplai Xiroi
- Grup d'Esplai Joves Solidaris
- Associació juvenil Es Molí
- Grup d'Esplai Binitrui
- Grup d'Esplai Es Dimoniet
- Associació Juvenil Lluna Nova
- Grup d'Esplai Es Burratatxo
- Grup d'Esplai Utopia-Jovent
- Grup d'Esplai s'Estel
- Grup d'Esplai La Soletat
- Mijac-Son Espanyolet